# Botanická zahrada Liberec

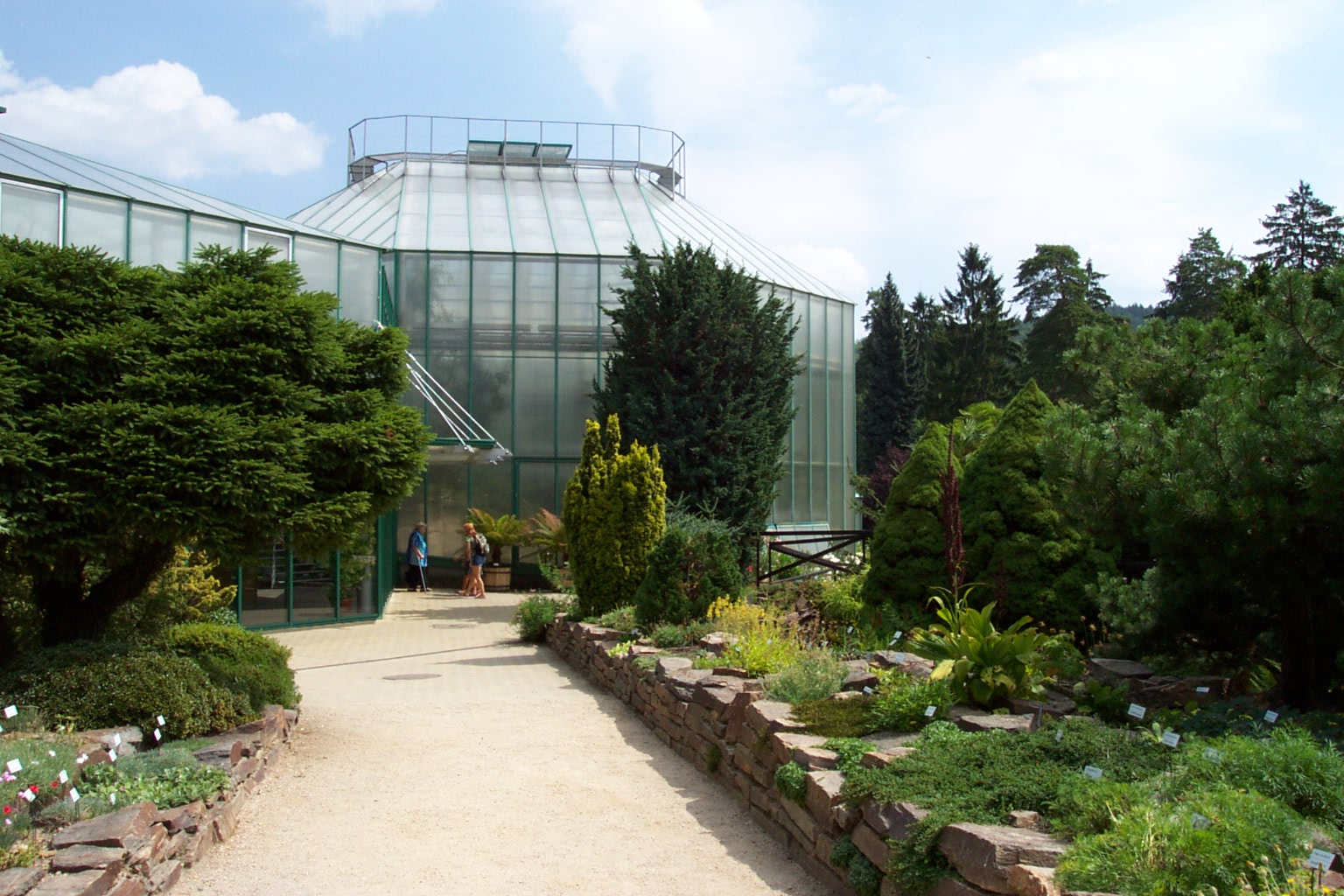
Skleník Botanické zahrady v Liberci

Botanická zahrada Liberec je jednou z nejstarších botanických zahrad v České republice. Její doménou jsou sbírky tropických rostlin. Skleníkový areál ve tvaru krystalové drúzy mající připomínat zvětšené buňky, vyprojektované Ing. arch. Pavlem Vaněčkem, sestává z devíti různě velkých expozičních pavilonů, skýtajících plochu zhruba 3000 m². V pavilonech je prezentováno 12 rozličných botanických témat. Při jejich tvorbě byla spojena odborná geobotanická hlediska se zahradním uměním. Zahrada má od roku 2001 návštěvnost mezi 187 a 233 tisíci lidí ročně. Zahrada má také venkovní expozice a dalších devět skleníků jako nezbytné zázemí.

## Historie
Liberecká botanická zahrada byla založena z popudu místního Spolku přátel přírody (Verein der Naturfreunde in Reichenberg) který již roku 1876 na dnešní Masarykově třídě zakoupil pozemek pro pěstování keřů a stromů pro výsadbu v městských parcích. Na pozemku byl roku 1884 postaven také skleník. V roce 1893 však bylo nutné tento pozemek vyklidit kvůli stavbě nového muzea a zahrada se přesunula k tehdejší vojenské nemocnici (dnešní škola v Lesní ulici). Na tomto pozemku zůstala dodnes. Přesun zahrady probíhal v letech 1883–1885, bylo třeba přesázet na 15 000 rostlin. Nová zahrada byla otevřena 5. září 1895, náklady na její pořízení těsně přesáhly 9000 zlatých, které spolek získal za původní pozemek. V té době ovšem zahrada nesloužila jako vzdělávací instituce, ale spíše pro zásobování města zelení. Za první světové války měla zahrada dokonce převážně zelinářský charakter. První velký skleník byl zakoupen až v roce 1925 a sloužil pro vystavování tropických rostlin. V roce 1938 byl zakládající spolek rozpuštěn a ze zahrady se stala městská instituce. V průběhu druhé světové války sloužila obyvatelstvu jako trochu lepší zahradnictví. Po osvobození se zde nacházely pouze dva záhony léčivých rostlin, několik stromů, starý palmový skleník, několik nevytápěných pěstitelských skleníčků a bazének pro vodní rostliny.
Až roku 1954 se městské zastupitelstvo rozhodlo přeměnit dosavadní zahradu fungující stále spíše jako zahradnictví na samostatné kulturně výchovné zařízení. Tak vznikla Severočeská botanická zahrada a do jejího čela se postavil iniciátor těchto změn, Pavel Smrž. Na budování zahrady se podíleli místní občané brigádami v tehdejších akcích Z. Zahrada si v této době vyměňovala semena rostlin s botanickými zahradami nejen v Evropě, ale i zámoří. Díky tomu stoupala její proslulost a také návštěvnost: zatímco v roce 1954 ji navštívilo 8000 lidí, v roce 1981 to bylo 393 700 návštěvníků. Prvním lákadlem na návštěvníky byl exemplář největšího leknínu světa – tedy viktorie královská. Ta v Liberci vykvetla již v roce 1956 a o rok později byla přesunuta do nového tropického skleníku. Do roku 1960 byly postaveny další skleníky a také největší tehdejší sladkovodní akvárium v zemi. Ředitel Pavel Smrž byl z politických důvodů odvolán roku 1970. Zahrada měla tehdy již 1500 metrů zasklené plochy. Proslulá byla její sbírka kaktusů o asi 200 kusech, sbírka orchidejí a 28 akvárií. Výměna semen probíhala v této době s přibližně 160 zahradami.
Dalšími řediteli zahrady byli Vladislav Štěpánek (1970–86) a Vladislav Daněk (1986–90). V roce 1990 se ředitelem zahrady stal RNDr. Miloslav Studnička, CSc. V této době se na sklenících začalo projevovat jejich stáří a proto byly nejprve modernizovány expozice a posléze v letech 1995–2000 byly staré skleníky zbořeny a na jejich místě byl postaven současný komplex 9 výstavních pavilonů a 9 pěstitelských skleníků. Od roku 1995, kdy byla vydána zřizovací listina, je její oficiální název Botanická zahrada Liberec. Rozhodnutím Ministerstva životního prostředí ČR bylo roku 2003 v botanické zahradě zřízeno tzv. záchranné centrum CITES sloužící k ochraně nejohroženějších druhů světa.
V roce 2014 byl vybudován nový skleník pro leknínovité rostliny. Oproti ostatním skleníkům je otevřen pouze v letní sezóně (21. 6.–30. 9.). S nápadem výstavby, architektonickými plány a zrealizováním projektu přišel bývalý ředitel RNDr. Miloslav Studnička, CSc. Ve skleníku se nachází bazén o ploše 128 m² a hloubce 0,9 m. Pěstuje se zde již zmiňována viktorie královská, dále viktorie Cruzova a euryála vzdorná.

## Galerie

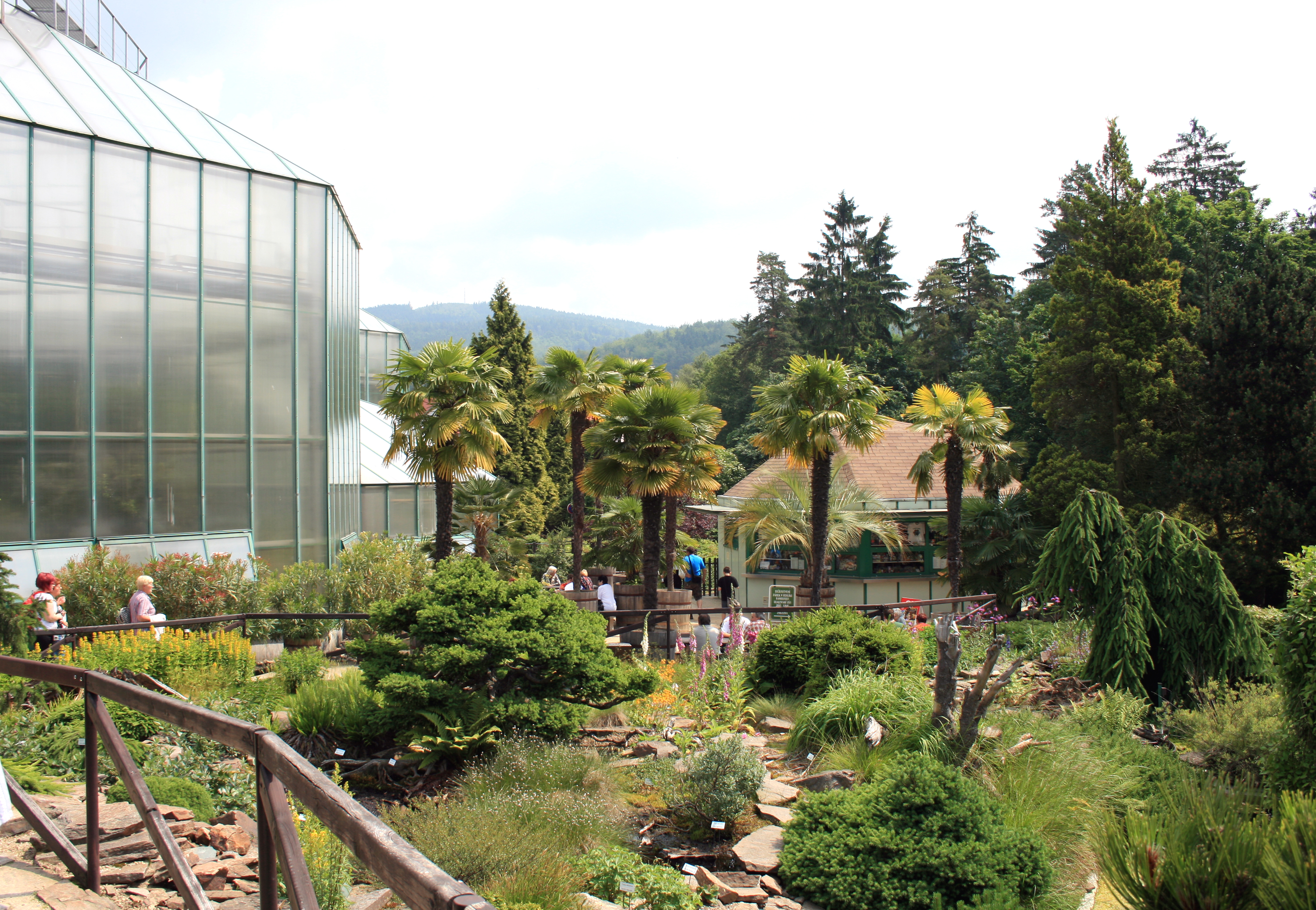
Palmy a skleník
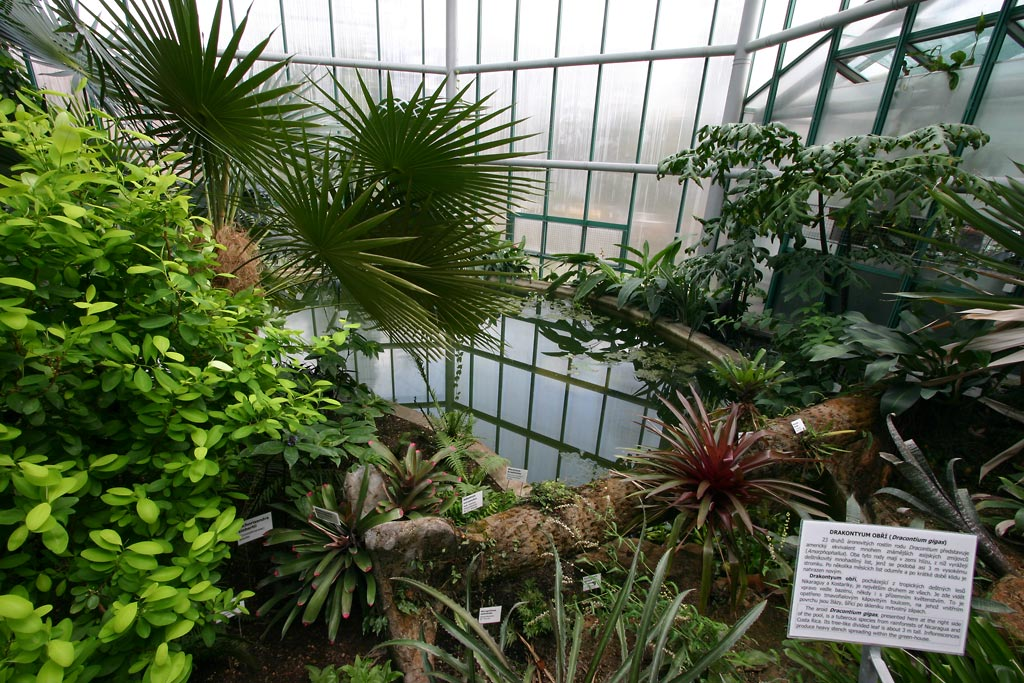
Skleník
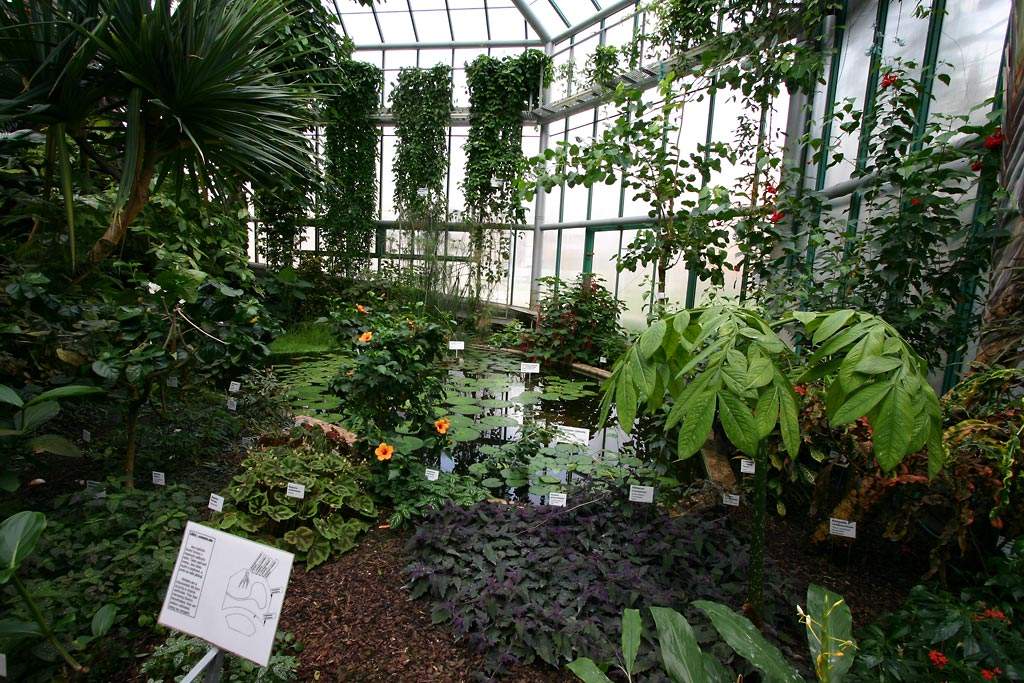
Skleník
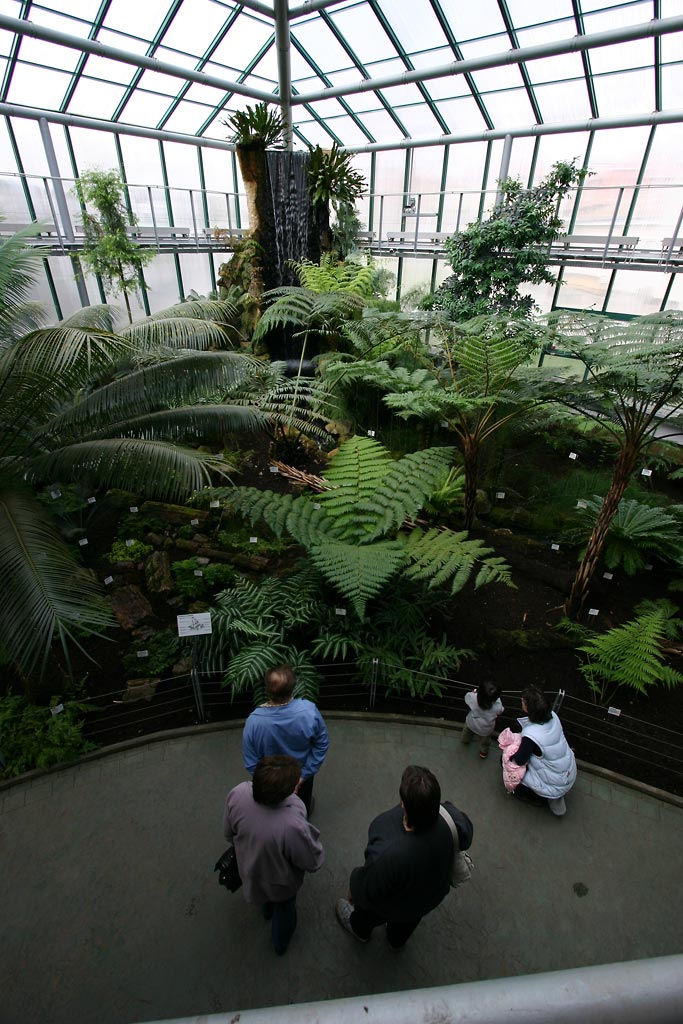
Skleník pravěk – přesličky, cykasy kapradiny, blahočety a další
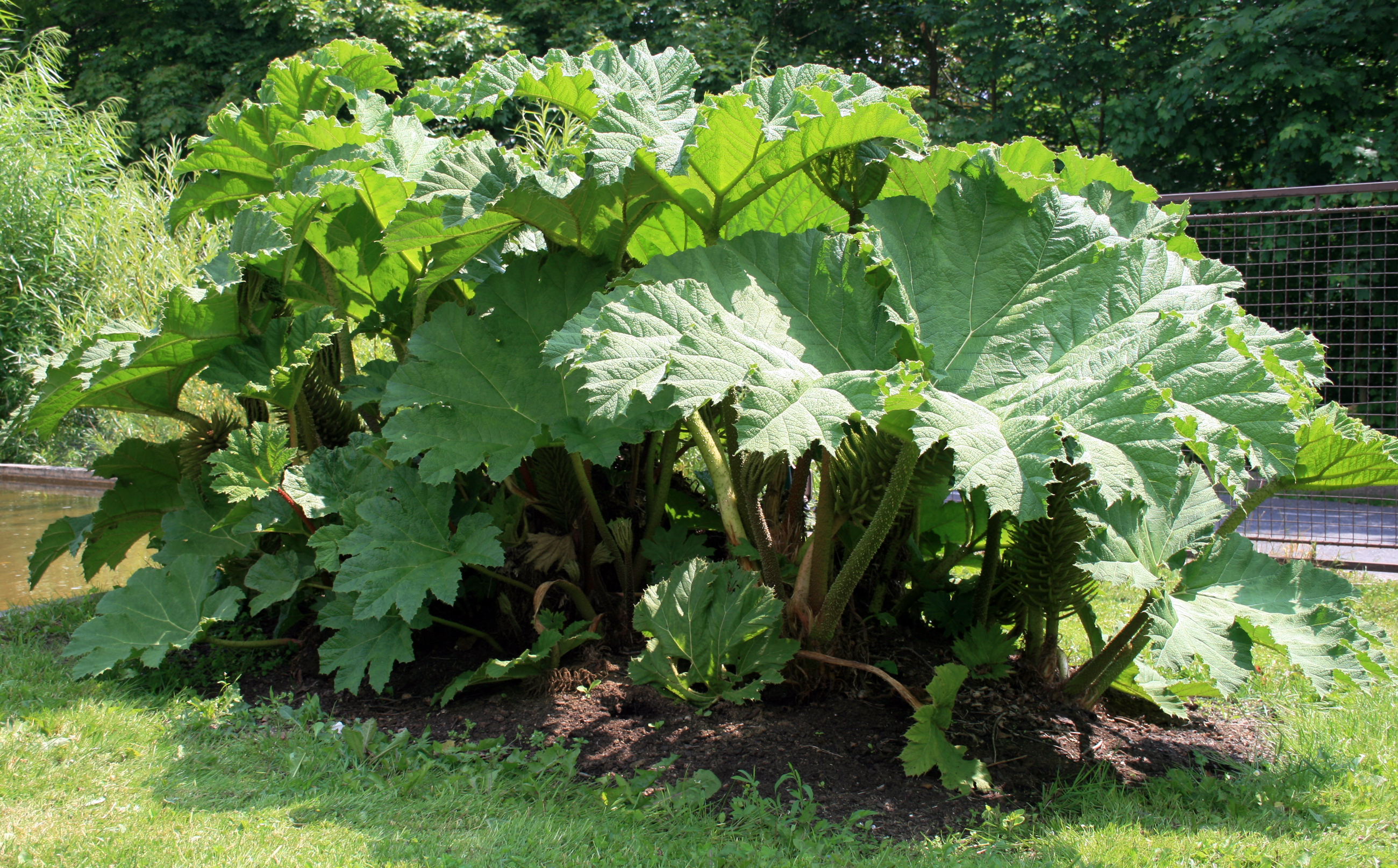
Gunnera tinctoria
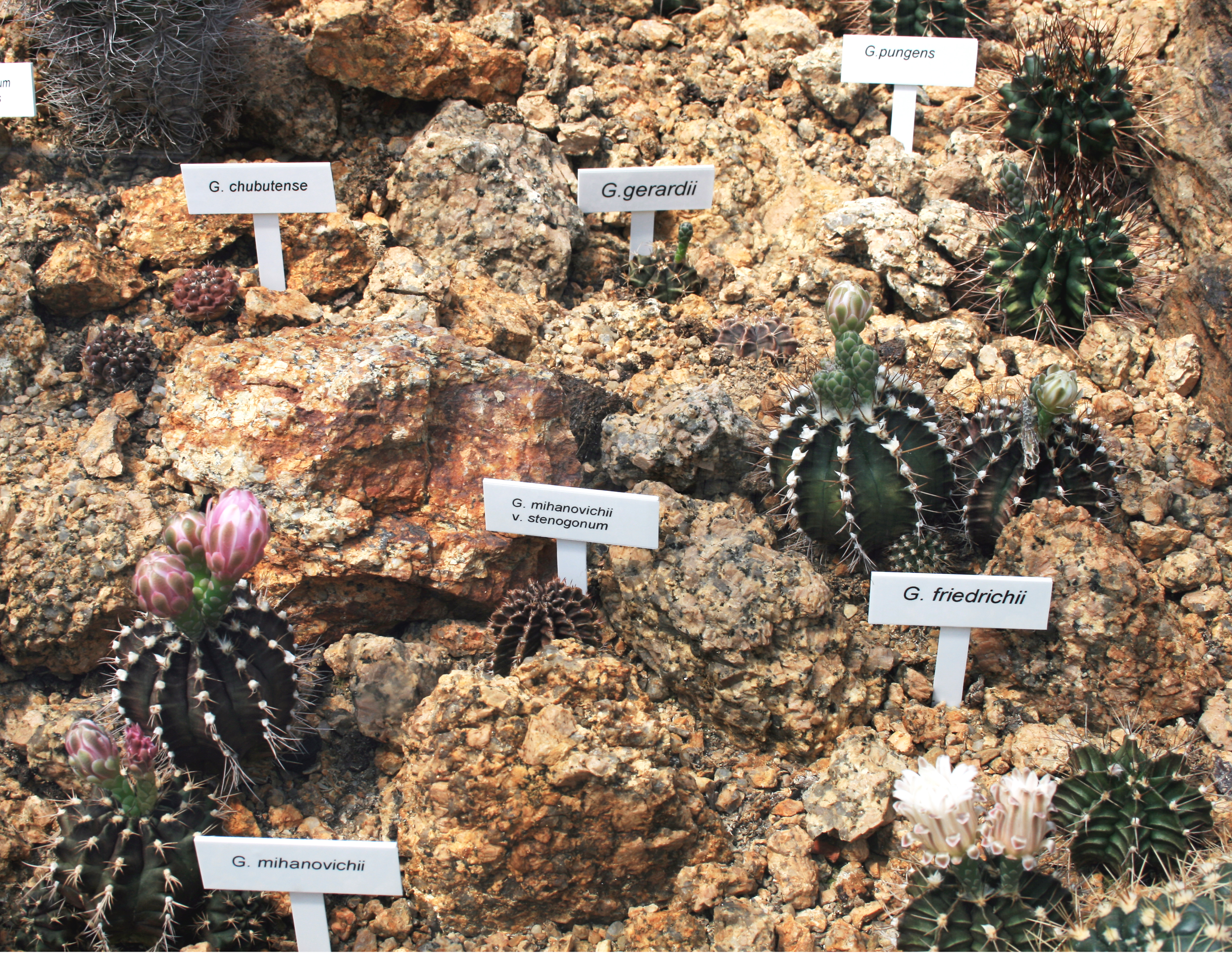
Kaktusy
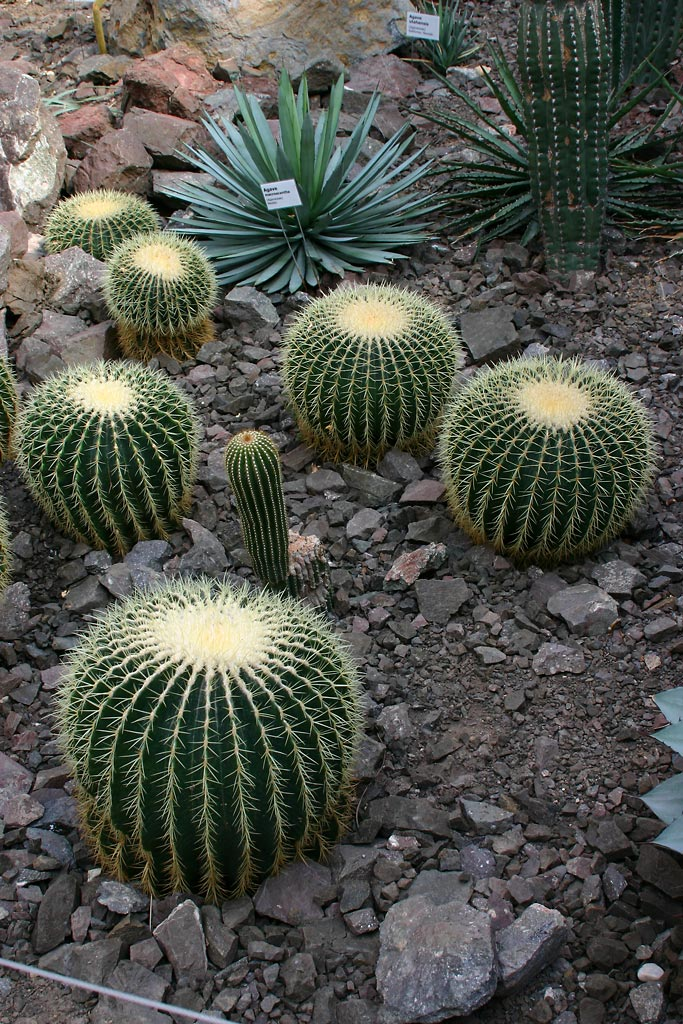
Kaktusy
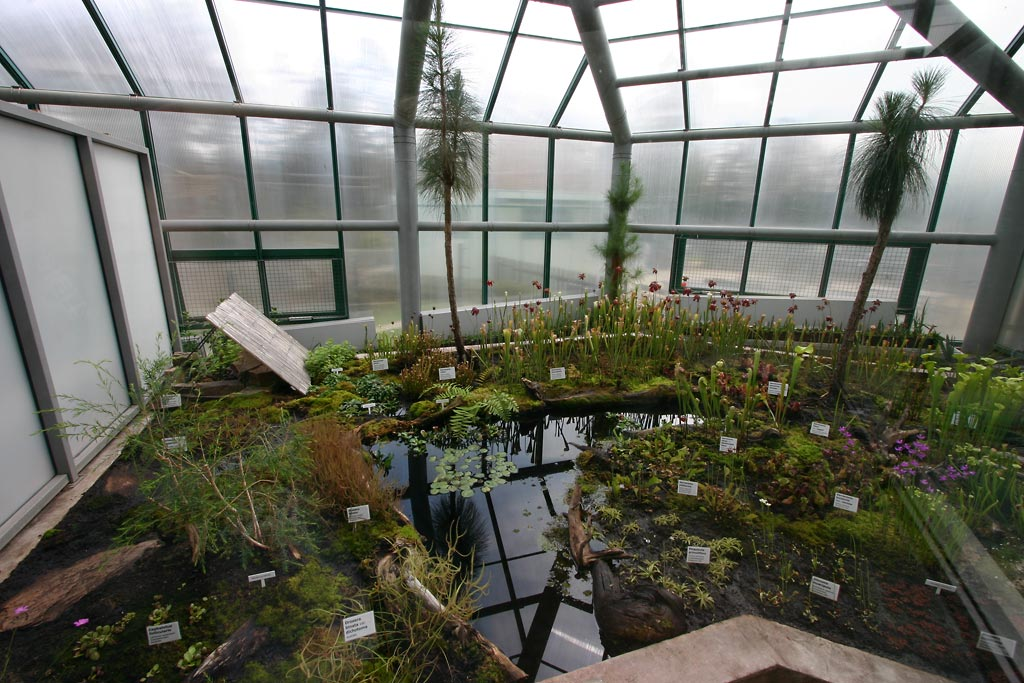
Masožravé rostliny, místní specialita
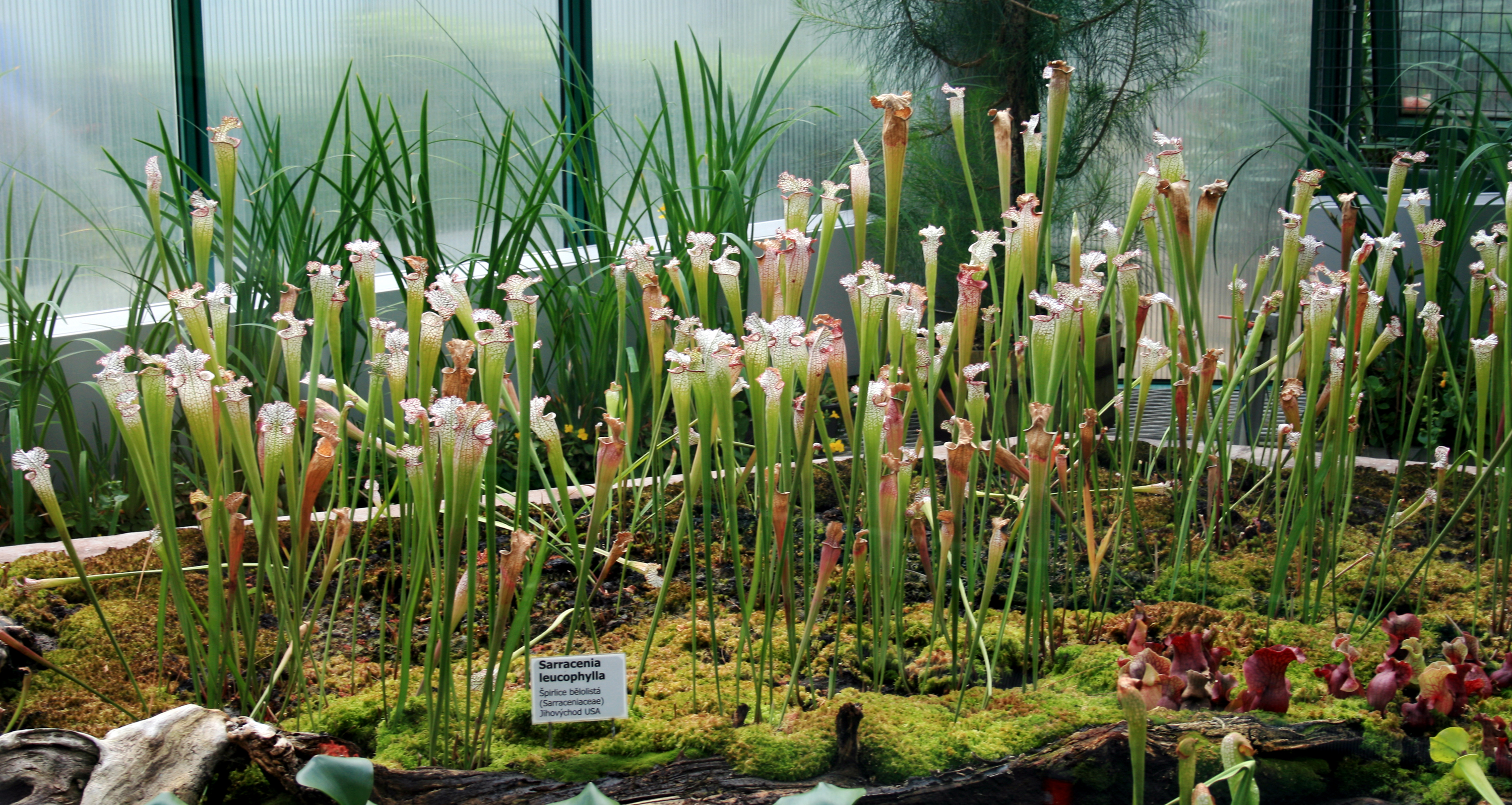
Špirlice bělolistá
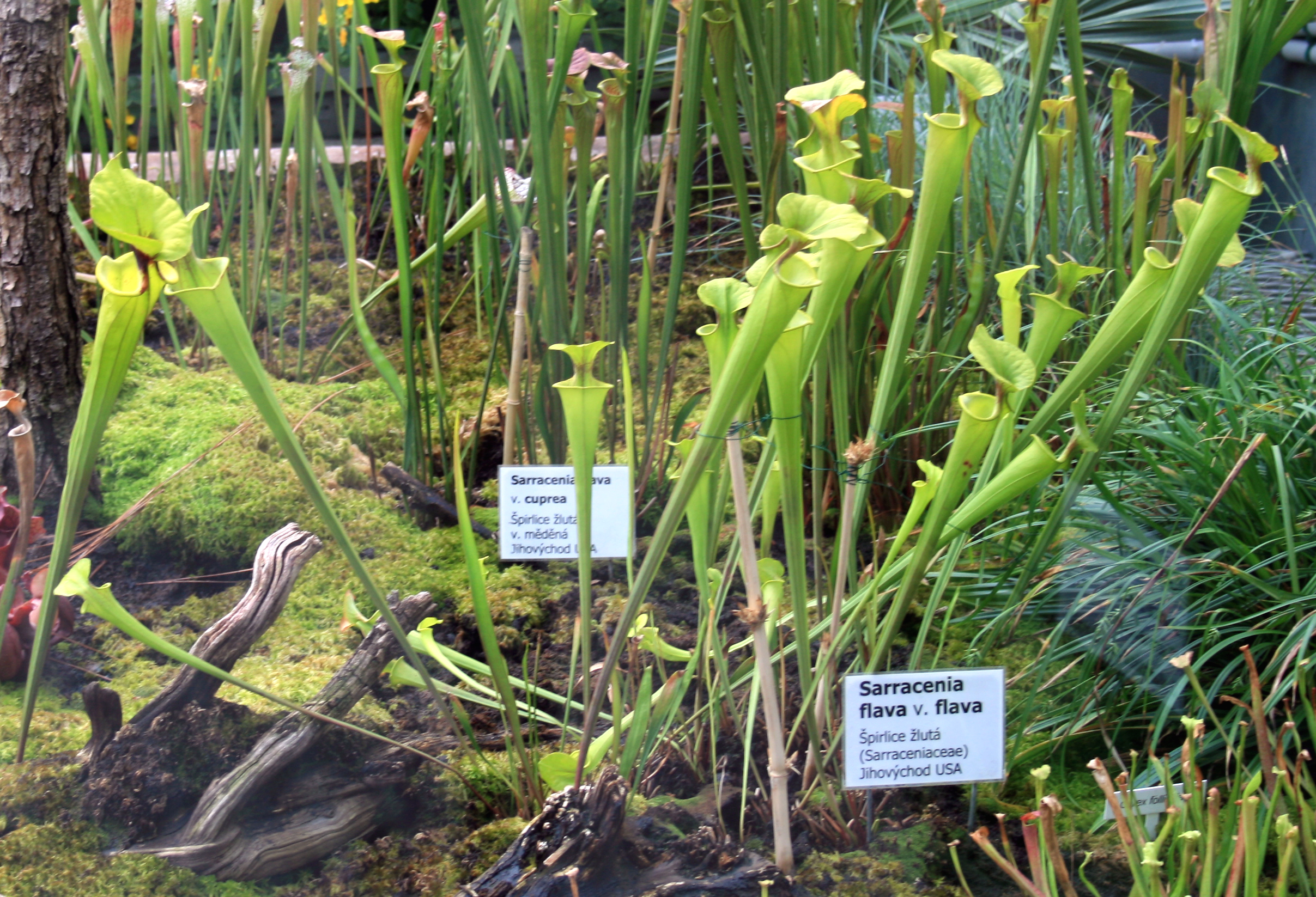
Špirlice žlutá
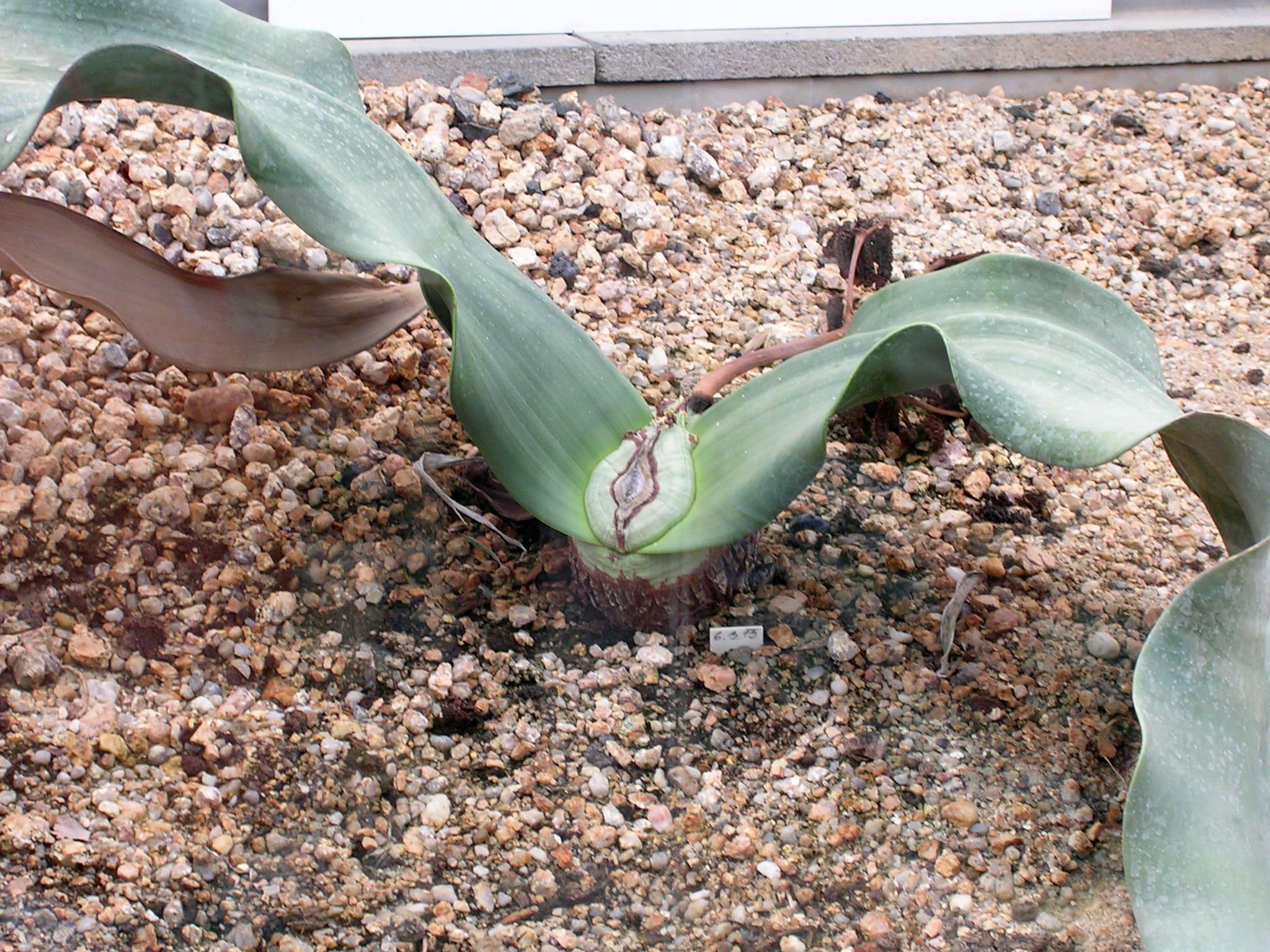
Welwitschie podivná
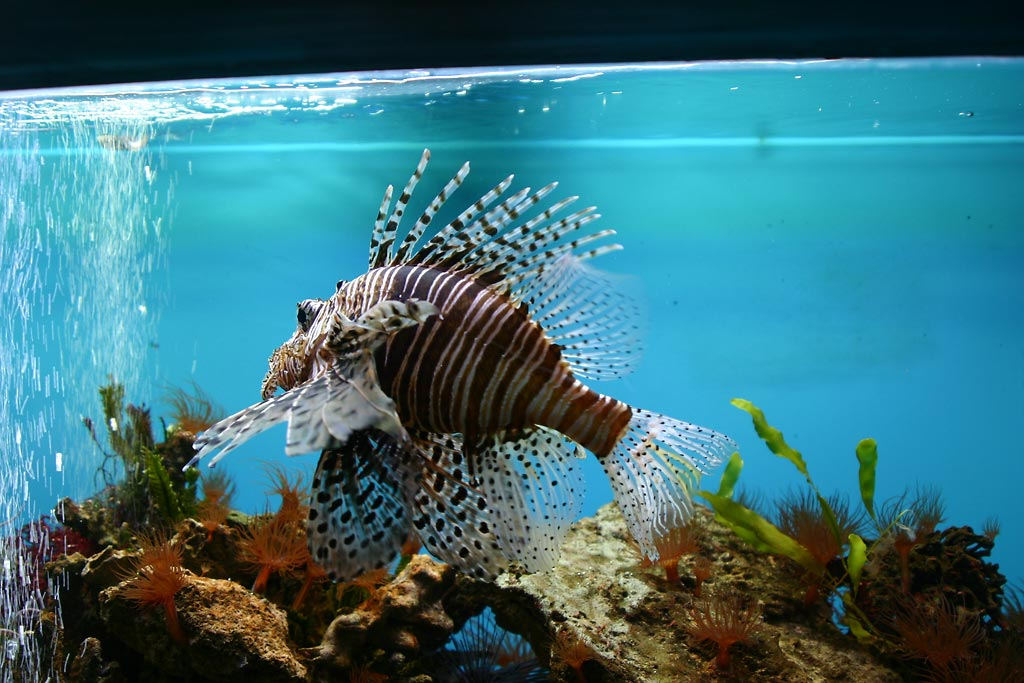
Akvárium v botanické zahradě
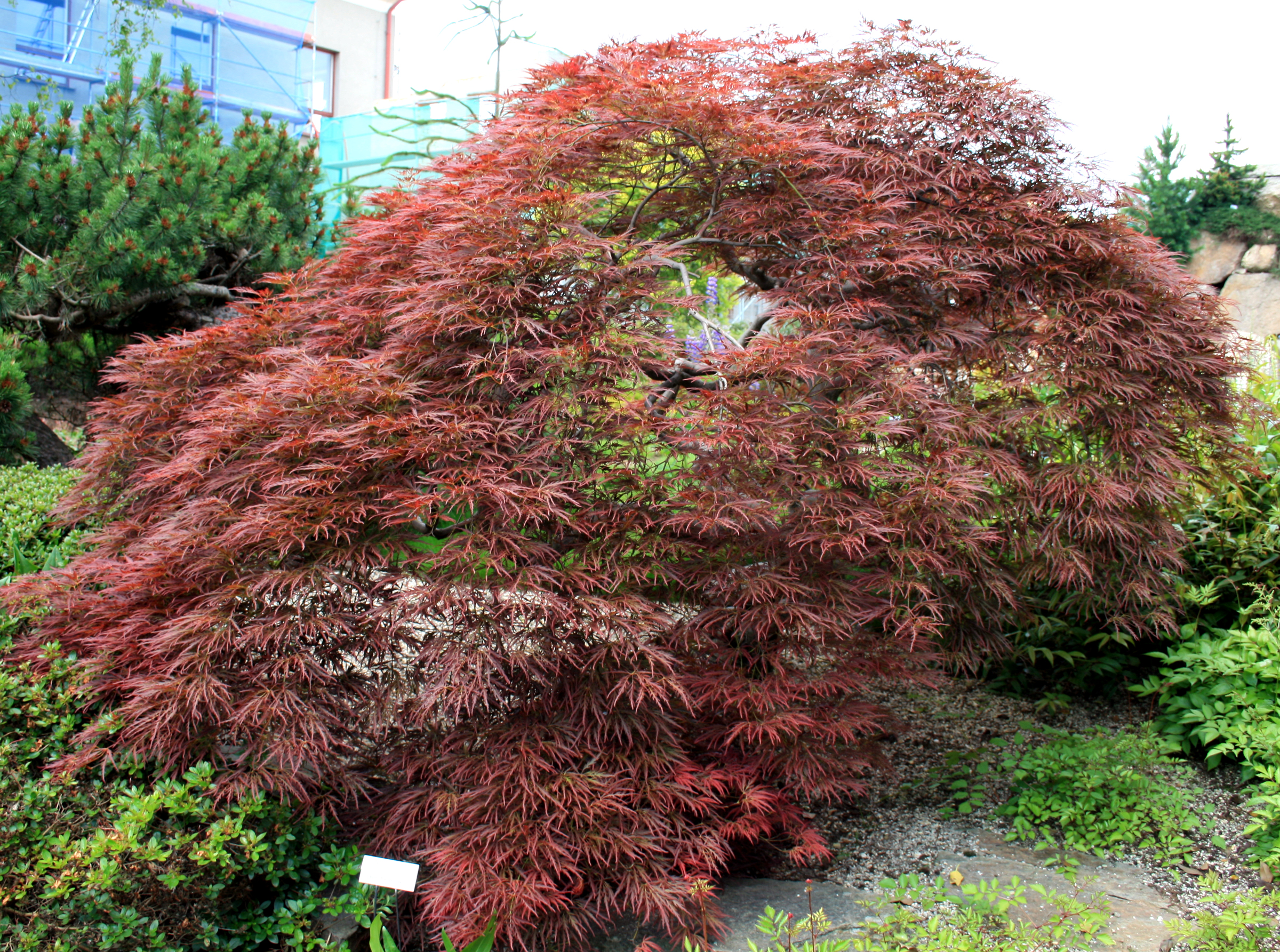
Javor dlanitolistý
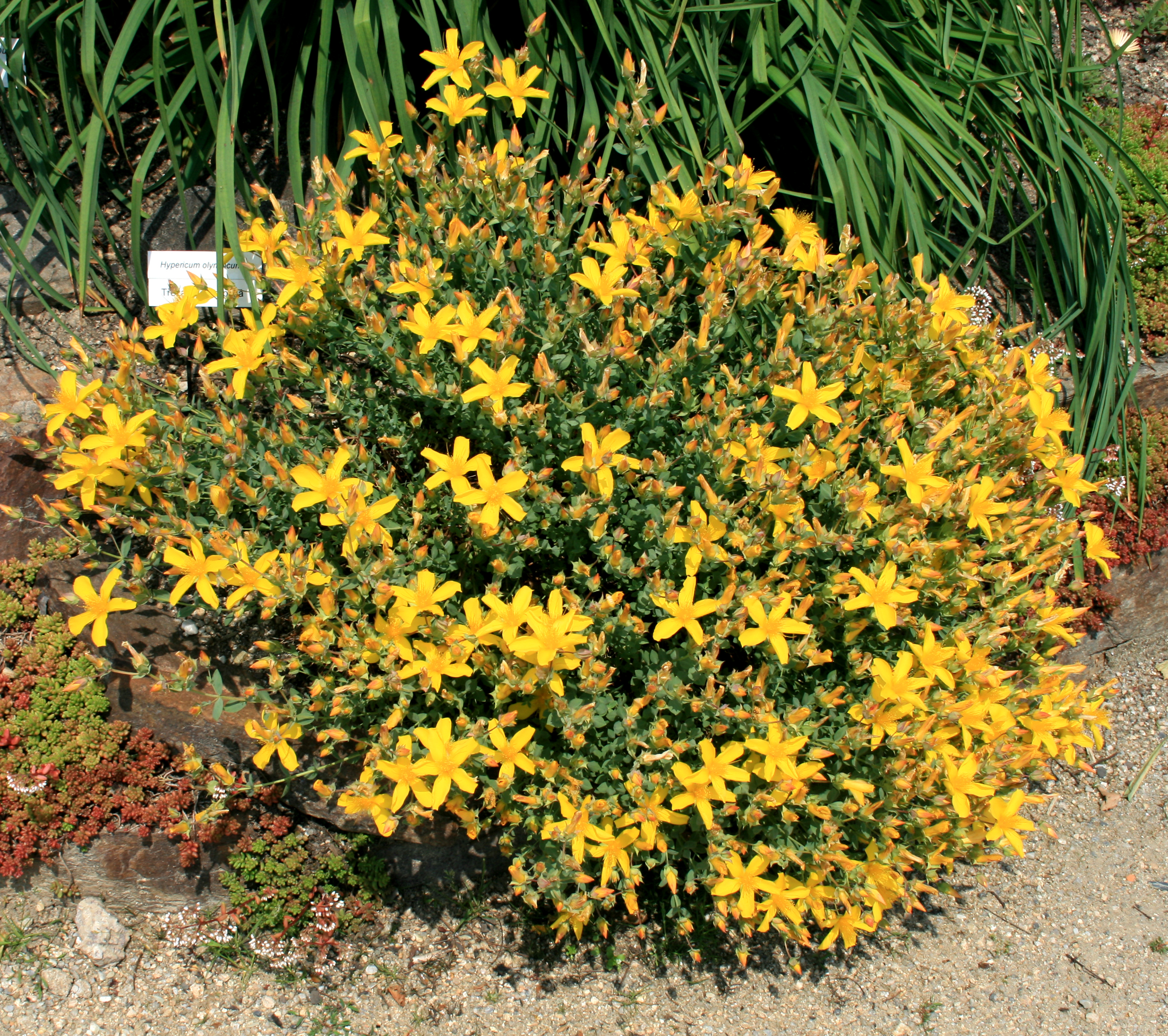
Třezalka olympská
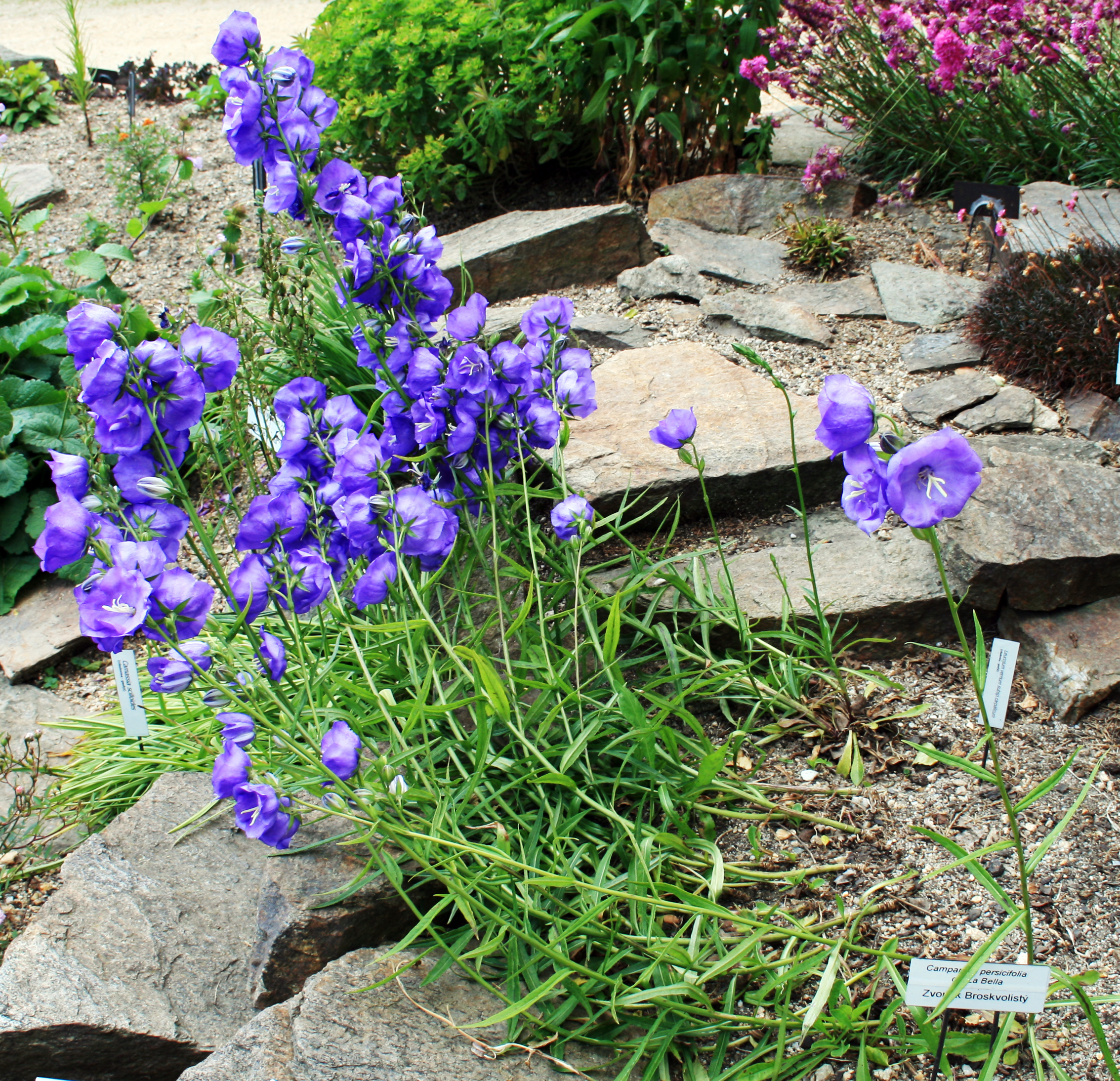
Zvonek broskvolistý
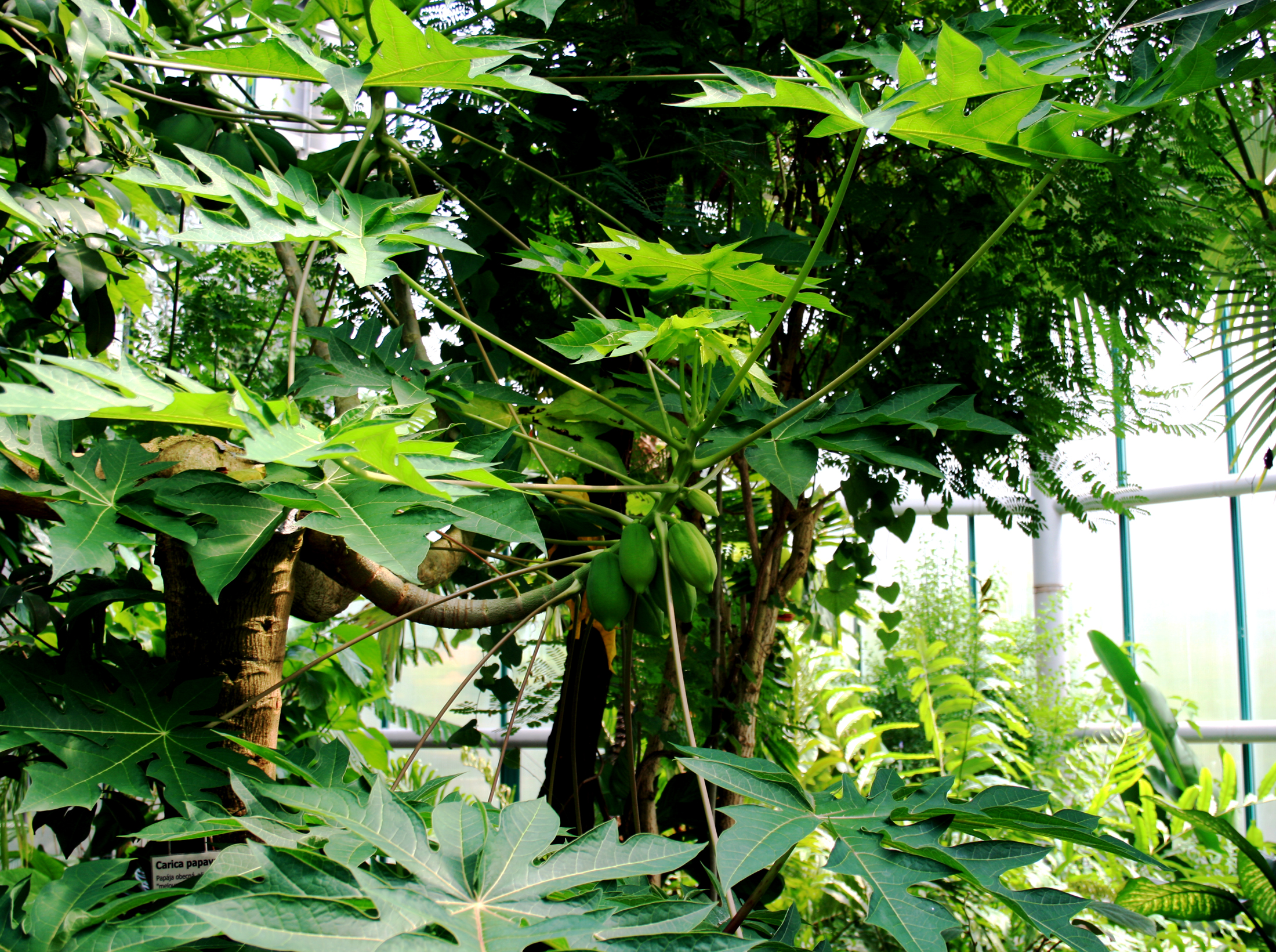
Papája obecná
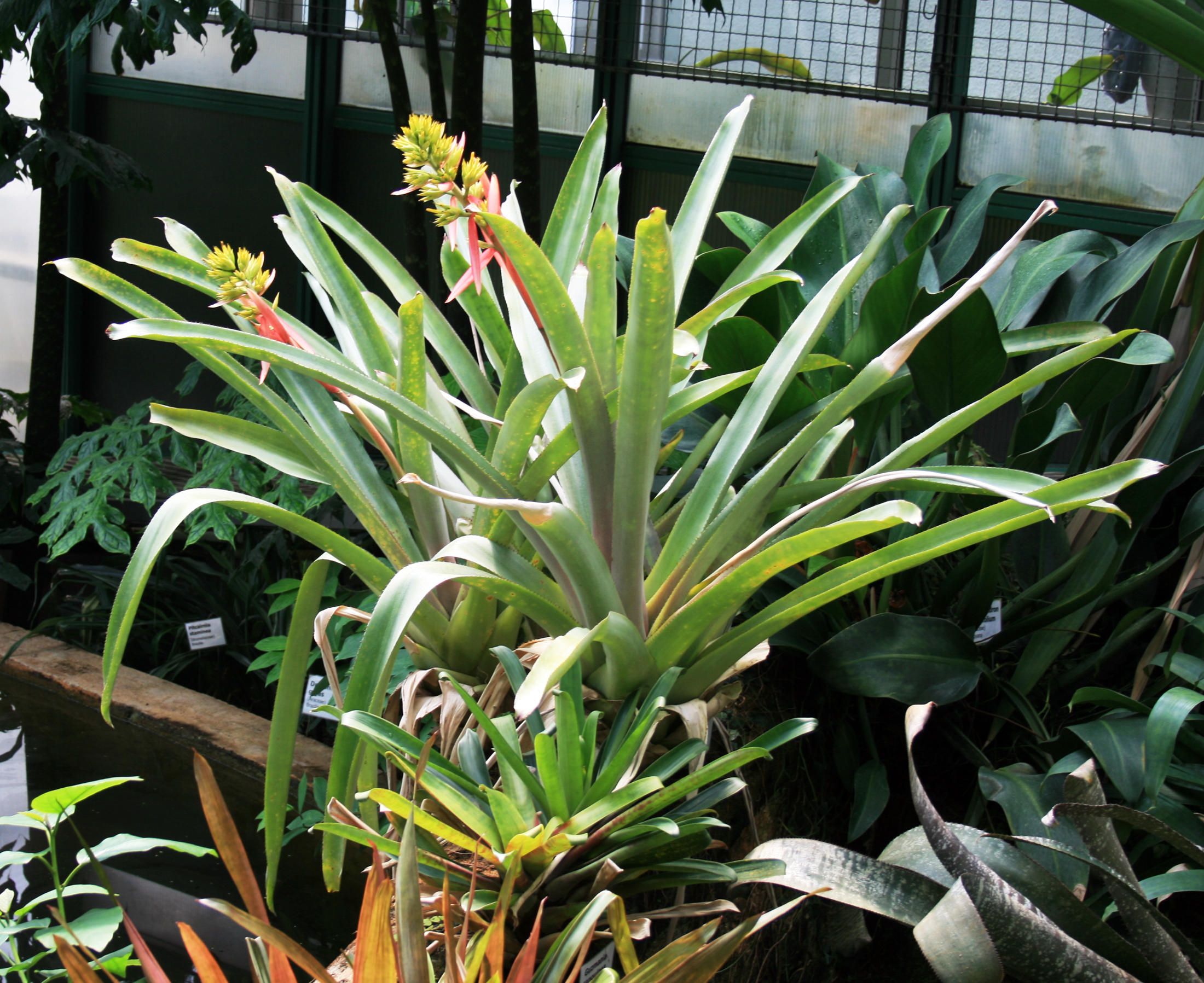
Bromélie Aechmea aquilega
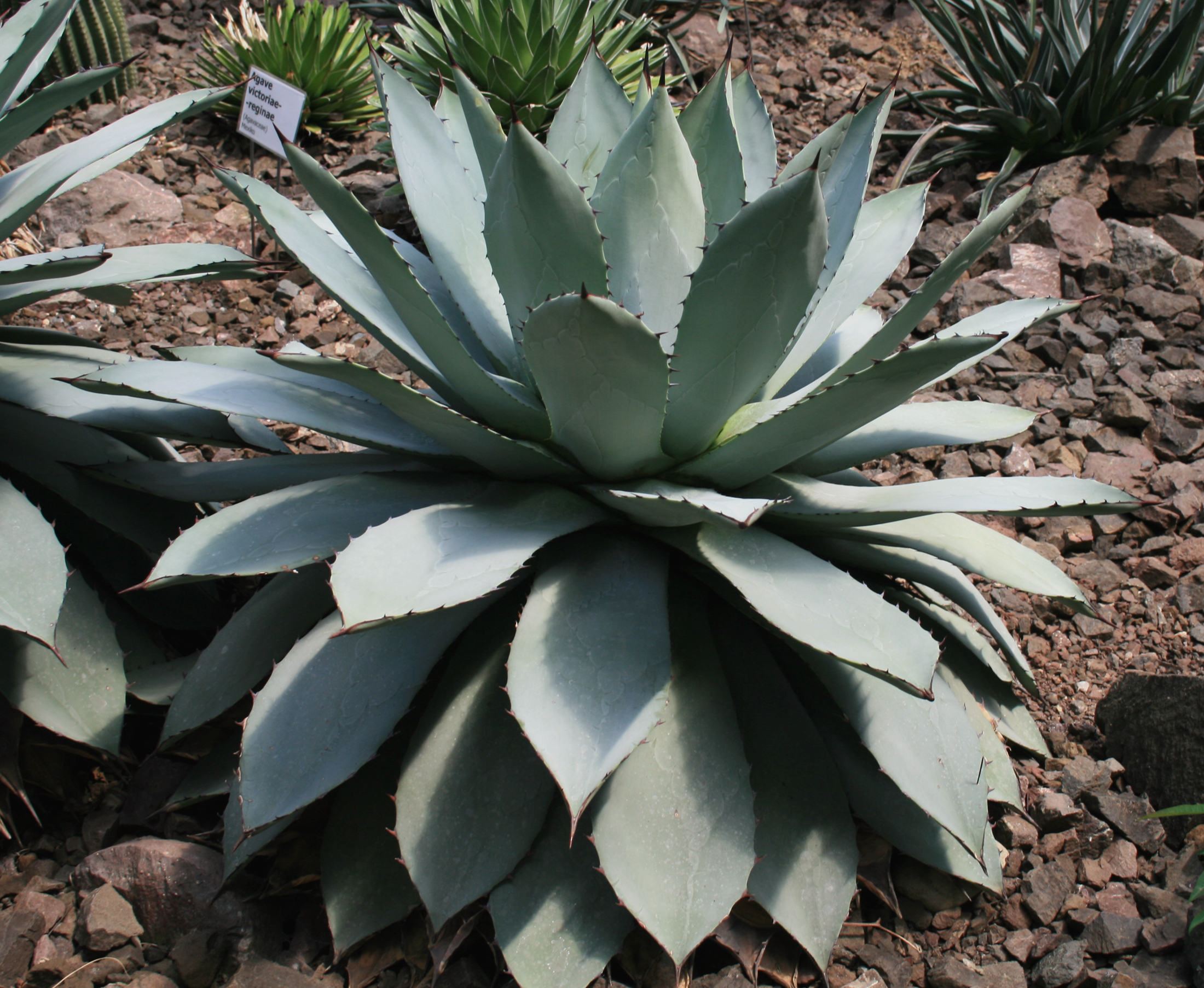
Agave potatorum